# Aptoceras jutaiana
Aptoceras jutaiana är en insektsart som beskrevs av Marius Descamps 1981. Aptoceras jutaiana ingår i släktet Aptoceras och familjen gräshoppor. Inga underarter finns listade i Catalogue of Life.